# 로비 활동

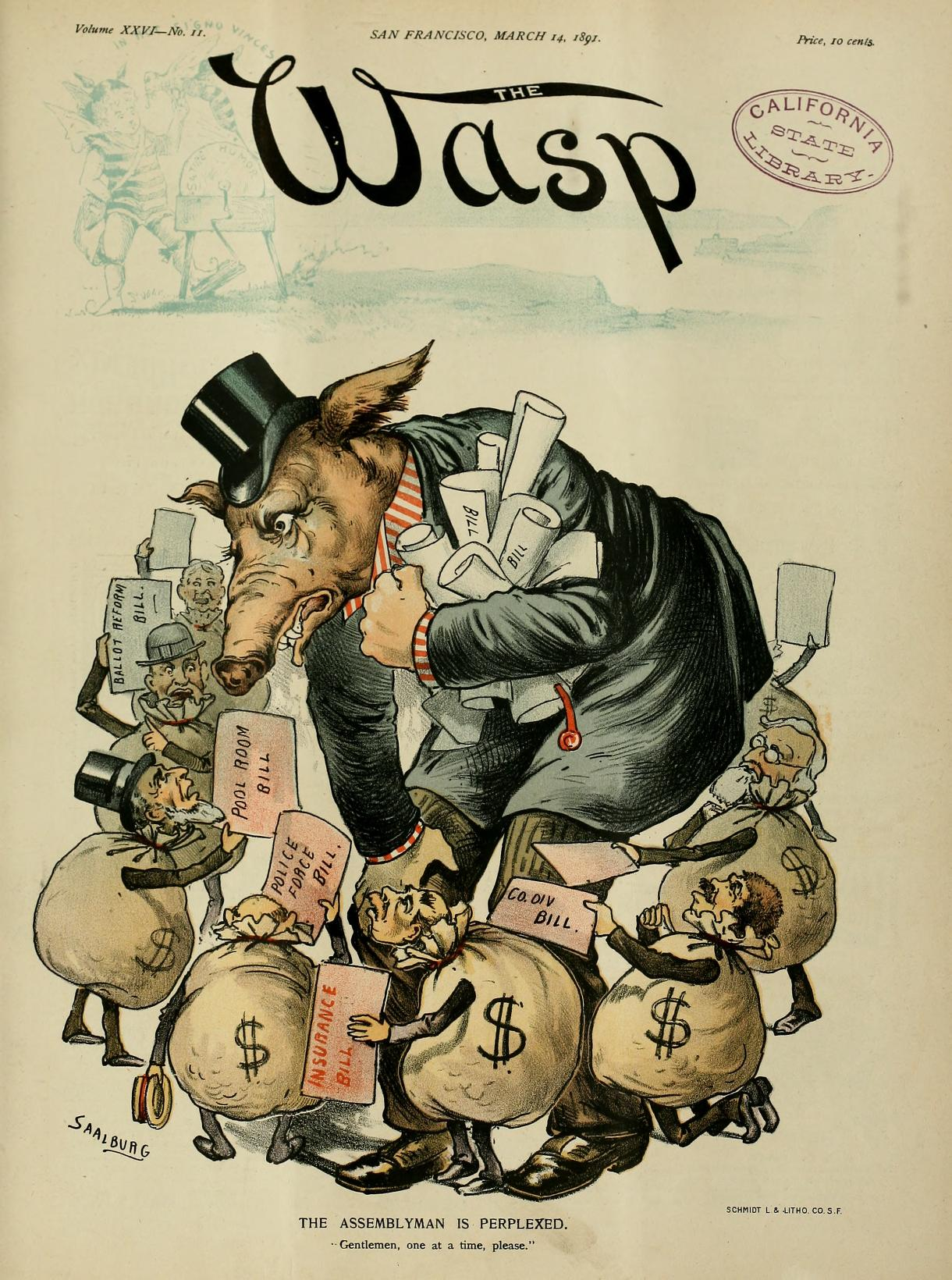

로비 활동 또는 로비(←영어: Lobbying)는 압력단체의 이익을 위해서 의회에서 입법의 촉진이나 저지를 하고 또한 거기에 소용되는 영향을 행사하는 원외 운동을 말한다.
현대의 정치 상황 하에서 그 활동 범위는 입법부뿐만 아니라 행정 관청이나 법원까지 미치고 있으며 그 운동 수단도 정교해지고 있다. 운동원(로비스트)이 주로 로비를 무대로 하여 정치 활동을 하는 데서 이러한 속칭이 생겼다.

## 로비스트
로비(Lobby)는 원래 의회(議會)의 대합실·면회실을 뜻하는 말인데, 로비스트(Lobbyist)는 특정한 집단이나 국가 및 지역의 이익을 위하여 의원을 상대로 공작을 하는 전문가를 말한다. 기업, 민간단체, 외국 정부 등의 대리인으로서 의안의 저지 및 통과, 원조의 증액이나 획득 등을 위해 의원이나 의원 보좌관을 상대로 활동한다.
미국의 경우에는, 연방 의회를 중심으로 활동중인 로비스트는 약 5천여 명에 달한다. 이들 로비스트의 면면을 보면 전직 정부 고관, 전직 의원, 변호사 자격을 가진 사람 등 정부 당국과 밀접한 관계를 가지고 있는 사람들이 많다. 이들의 영향력은 상상 외로 대단한데 때로는 독직의 온상이라는 비난과 부당한 압력 행사도 많다는 비판을 받기도 한다.

## 한국의 로비스트
한국사회에서의 로비스트라는 존재는 그리 친밀감이 드는 단어가 아니다. 그러나 한국사회에는 많은 로비스트들이 다른 이름으로 활동하고 있다. 이들이 한국에서 수행하는 활동들은 주로 기존에 자신들이 근무했던 회사나 정부기관 그리고 공공단체 등에 대해 영향력을 행사하는 것이다. 예를 들어 검사출신이 삼성전자에 입사하여 검찰에 영향을 주는 것이나 언론사 출신이 삼성전자에 입사하여 삼성관련 언론보도를 무마하려는 활동과 특정 시민단체 변호사 출신의 국회의원 등이 여기에 해당한다.
한국사회에서의 로비스트들은 각 기업, 단체, 기관에 근무하는 '고문'이라는 타이틀로 활동한다. 즉, 한국사회에서는 로비스트 ==> '고문'으로 불린다.

## 같이 보기
- 활동주의
- 압력 단체
- 뇌물
- 후견주의
- 부정부패
- 싱크탱크